# مستشفى دلة
تمكن المستشفى خلال هذه الفترة من الريادة والصدارة في تقديم خدمات صحية متميزة، حيث شارك في تطوير الخدمات الصحية المقدمة للمجتمع، مستعينا في ذلك باستقطاب الكفاءات الطبية العالية، وتسخير الأجهزة المتطورة الحديثة، التي تمكن من دقة التشخيص، وفاعلية العلاج لخدمة مرضاه .

فكان له السبق في إنجازات طبية عديدة في القطاع الخاص، من بينها:جراحة المناظير التي أجريت لأول مرة في المملكة بالقطاع الخاص في هذا المستشفى، و قسطرة القلب العلاجية المتطورة وجراحة القلب المفتوح وعلاج اختلال نبضات القلب بواسطة القسطرة، وتقنيات التحفيز الكهربائي لعلاج العقم واعتماد قسم النساء
والولادة فيه من الهيئة السعودية للتخصصات الصحية كأول مركز تدريب للأطباء في هذا التخصص على مستوى القطاع الخاص، وتقنية الفاكو لعلاج الماء الأبيض في العين .
كما أن مستشفى دله كان أول مستشفى يحصل على ترخيص التعامل مع المواد المشعة، المستخدمة في الطب النووي، من مدينة الملك عبد العزيز للعلوم و التقنية .